# Vuelta a España 2017
Vuelta a España 2017 byl 72. ročník závodu, jenž probíhal ve Španělsku, Francii a Andoře od 19. srpna do 10. září. V závodě zvítězil Chris Froome z Team Sky, druhý skončil Vincenzo Nibali (Bahrain–Merida) a třetí Ilnur Zakarin (Kaťuša-Alpecin).

## Trasa závodu
| Etapa | Datum  | Trasa                                      | Vzdálenost (km) | Vítěz              | Průběžný lídr |
| ----- | ------ | ------------------------------------------ | --------------- | ------------------ | ------------- |
| 1     | 19. 8. | Nîmes – Nîmes                              | 13,7            | BMC Racing Team    | Rohan Dennis  |
| 2     | 20. 8. | Nîmes – Gruissan                           | 203,4           | Yves Lampaert      | Yves Lampaert |
| 3     | 21. 8. | Prades – Andorra la Vella                  | 158,5           | Vincenzo Nibali    | Chris Froome  |
| 4     | 22. 8. | Escaldes-Engordany – Tarragona             | 198,2           | Matteo Trentin     | Chris Froome  |
| 5     | 23. 8. | Benicasim – Alcossebre                     | 175,7           | Alexej Lucenko     | Chris Froome  |
| 6     | 24. 8. | Villarreal – Sagunto                       | 204,4           | Tomasz Marczyński  | Chris Froome  |
| 7     | 25. 8. | Llíria – Cuenca                            | 207             | Matej Mohorič      | Chris Froome  |
| 8     | 26. 8. | Hellín – Xorret del Catí                   | 199,5           | Julian Alaphilippe | Chris Froome  |
| 9     | 27. 8. | Orihuela – El Poble Nou de Benitatxell     | 174             | Chris Froome       | Chris Froome  |
| 10    | 29. 8. | Caravaca de la Cruz – El Pozo              | 164,8           | Matteo Trentin     | Chris Froome  |
| 11    | 30. 8. | Lorca – Centro Astronómico Hispano-Alemán  | 187,5           | Miguel Ángel López | Chris Froome  |
| 12    | 31. 8. | Motril – Antequera                         | 160,1           | Tomasz Marczyński  | Chris Froome  |
| 13    | 1. 9.  | Coín – Tomares                             | 198,4           | Matteo Trentin     | Chris Froome  |
| 14    | 2. 9.  | Écija – Sierra de la Pandera               | 175             | Rafał Majka        | Chris Froome  |
| 15    | 3. 9.  | Alcalá la Real – Sierra Nevada Ski Station | 129,4           | Miguel Ángel López | Chris Froome  |
| 16    | 5. 9.  | Circuito de Navarra – Logroño              | 40,2            | Chris Froome       | Chris Froome  |
| 17    | 6. 9.  | Villadiego – Arredondo, Cantabria          | 180,5           | Stefan Denifl      | Chris Froome  |
| 18    | 7. 9.  | Suances – Santo Toribio de Liébana         | 169             | Sander Armée       | Chris Froome  |
| 19    | 8. 9.  | Casu – Gijón                               | 149,7           | Thomas De Gendt    | Chris Froome  |
| 20    | 9. 9.  | Corvera de Asturias – Alto de El Angliru   | 117,5           | Alberto Contador   | Chris Froome  |
| 21    | 10. 9. | Arroyomolinos – Madrid                     | 117,6           | Matteo Trentin     | Chris Froome  |